# Mathew Ryan
Mathew David Ryan (ur. 8 kwietnia 1992 w Plumpton) – australijski piłkarz, występujący na pozycji bramkarza we francuskim klubie RC Lens oraz w reprezentacji Australii, której jest kapitanem. Uczestnik Mistrzostw Świata 2014, 2018 i 2022.

## Kariera klubowa
Swoją karierę piłkarską Ryan rozpoczął w klubie Marconi Stallions. Następnie był członkiem drużyny juniorów Blacktown City, a w 2010 zadebiutował w pierwszej drużynie. Następnie w połowie roku przeszedł do Central Coast Mariners. Swój debiut w rozgrywkach A-League zanotował 28 sierpnia 2010 w zremisowanym 1:1 wyjazdowym meczu z Sydney FC. W Central Coast Mariners był podstawowym bramkarzem. W sezonie 2010/11 wywalczył z klubem wicemistrzostwo Australii, a w sezonie 2012/13 został mistrzem kraju.
W lipcu 2013 Ryan podpisał kontrakt z Club Brugge. W Eerste klasse zadebiutował 26 lipca 2013 w zwycięskim 2:0 domowym meczu z Royal Charleroi. 26 listopada 2014 przedłużył kontrakt z klubem do końca sezonu 2017/18. W sezonie 2014/15 zdobył pierwsze trofeum w barwach Brugge – Puchar Belgii.
21 lipca 2015 podpisał kontrakt z Valencią.

## Kariera reprezentacyjna
W reprezentacji Australii Ryan zadebiutował 5 grudnia 2012 w zremisowanym 1:1 meczu z Koreą Północną, rozegranym w Hongkongu.
Jest pierwszym zawodnikiem w historii reprezentacji Australii, który wystąpił w dziesięciu meczach na Mistrzostwach Świata.